# Edzard-Ferdinand de Frise orientale
Edzard-Ferdinand est un prince de la maison Cirksena né le 12 juillet 1636 à Aurich et mort le 1er janvier 1668 à Norden.

## Biographie
Edzard-Ferdinand est le troisième fils du comte de Frise orientale Ulrich II et de sa femme Julienne de Hesse-Darmstadt. Il est éduqué aux académies de Bréda et Tübingen avant d'effectuer son Grand Tour en France, en Suisse (notamment à Genève), en Italie et en Angleterre. De retour à Aurich en 1658, il s'installe à la cour de son frère aîné Ennon-Louis.
À la mort d'Ennon-Louis, en 1660, le deuxième fils d'Ulrich II, Georges-Christian, lui succède. Edzard-Ferdinand lui propose de partager le pouvoir entre eux, mais son frère aîné refuse catégoriquement de l'associer au trône, même de manière officieuse. Il néglige également de verser à son frère cadet la part de l'héritage paternel qui lui revient ou même une pension pour subvenir à ses besoins. Les États de Frise orientale, en particulier la ville d'Emden, envisagent de profiter de ces tensions pour renverser Georges-Christian et le remplacer sur le trône par Edzard-Ferdinand, mais ce dernier n'accepte pas cette idée et parvient à se réconcilier avec son frère. Le 19 janvier 1661, les deux frères concluent un accord par lequel le cadet renonce au pouvoir en échange d'une pension annuelle.
Edzard-Ferdinand s'installe par la suite à Norden, où il mène une existence retirée jusqu'à la mort de Georges-Christian, en juin 1665. Son frère a eu deux filles, mais sa femme Christine-Charlotte de Wurtemberg est enceinte. Durant les quelques mois qui suivent, Edzard-Ferdinand assure la régence de la Frise orientale en attendant la naissance de l'enfant posthume de son frère. Celui-ci voit le jour le 1er octobre : c'est un fils, Christian-Eberhard. Christine-Charlotte prend en charge la régence, et si Edzard-Ferdinand reste membre du conseil de tutelle, son influence sur les décisions de la régente est quasiment nulle. Alors qu'il s'est efforcé d'atténuer les tensions entre la couronne et les États durant ses quelques mois au pouvoir, l'intransigeance de Christine-Charlotte ne fait que les raviver.
La situation se dégrade tellement qu'à l'automne 1667, les États du comté, associés aux Provinces-Unies, proposent de remplacer la régente par Edzard-Ferdinand. Ce dernier accepte, mais il est alors gravement malade et meurt le 1er janvier 1668 avant que ce projet se concrétise.

## Généalogie

### Mariage et descendance
Edzard-Ferdinand se marie le 22 juillet 1665 à Norden avec Anne-Dorothée de Créhange (1645 – 20 mai 1705), fille et héritière du comte de Créhange Albert-Louis. Ils ont deux fils :
- Edzard-Eberhard-Guillaume (28 juin 1666 – 25 juin 1707), épouse morganatiquement en 1701 Sophia Marie Föltin ;
- Frédéric-Ulrich (de) (31 décembre 1667 – 13 mars 1710), épouse en 1709 sa cousine Marie-Charlotte de Frise orientale (de).

### Ascendance
|  |                                                           |  |  |  |  |  |  |  |  |  |  |  |  |  |  |  |
|  | 8. Edzard II, comte de Frise orientale (1532-1599)        |  |  |  |  |  |  |  |  |  |  |  |  |  |  |  |
|  |                                                           |  |  |  |  |  |  |  |  |  |  |  |  |  |  |  |
|  |                                                           |  |  |  |  |  |  |  |  |  |  |  |  |  |  |  |
|  | 4. Ennon III, prince de Frise orientale (1563-1625)       |  |  |  |  |  |  |  |  |  |  |  |  |  |  |  |
|  |                                                           |  |  |  |  |  |  |  |  |  |  |  |  |  |  |  |
|  |                                                           |  |  |  |  |  |  |  |  |  |  |  |  |  |  |  |
|  | 9. Catherine Vasa (1539-1610)                             |  |  |  |  |  |  |  |  |  |  |  |  |  |  |  |
|  |                                                           |  |  |  |  |  |  |  |  |  |  |  |  |  |  |  |
|  |                                                           |  |  |  |  |  |  |  |  |  |  |  |  |  |  |  |
|  | 2. Ulrich II, prince de Frise orientale (1605-1648)       |  |  |  |  |  |  |  |  |  |  |  |  |  |  |  |
|  |                                                           |  |  |  |  |  |  |  |  |  |  |  |  |  |  |  |
|  |                                                           |  |  |  |  |  |  |  |  |  |  |  |  |  |  |  |
|  | 10. Adolphe, duc de Holstein-Gottorp (1526-1586)          |  |  |  |  |  |  |  |  |  |  |  |  |  |  |  |
|  |                                                           |  |  |  |  |  |  |  |  |  |  |  |  |  |  |  |
|  |                                                           |  |  |  |  |  |  |  |  |  |  |  |  |  |  |  |
|  | 5. Anne de Holstein-Gottorp (1575-1625)                   |  |  |  |  |  |  |  |  |  |  |  |  |  |  |  |
|  |                                                           |  |  |  |  |  |  |  |  |  |  |  |  |  |  |  |
|  |                                                           |  |  |  |  |  |  |  |  |  |  |  |  |  |  |  |
|  | 11. Christine de Hesse (1543-1604)                        |  |  |  |  |  |  |  |  |  |  |  |  |  |  |  |
|  |                                                           |  |  |  |  |  |  |  |  |  |  |  |  |  |  |  |
|  |                                                           |  |  |  |  |  |  |  |  |  |  |  |  |  |  |  |
|  | 1. Edzard-Ferdinand de Frise orientale (1636-1668)        |  |  |  |  |  |  |  |  |  |  |  |  |  |  |  |
|  |                                                           |  |  |  |  |  |  |  |  |  |  |  |  |  |  |  |
|  |                                                           |  |  |  |  |  |  |  |  |  |  |  |  |  |  |  |
|  | 12. Georges Ier, landgrave de Hesse-Darmstadt (1547-1596) |  |  |  |  |  |  |  |  |  |  |  |  |  |  |  |
|  |                                                           |  |  |  |  |  |  |  |  |  |  |  |  |  |  |  |
|  |                                                           |  |  |  |  |  |  |  |  |  |  |  |  |  |  |  |
|  | 6. Louis V, landgrave de Hesse-Darmstadt (1577-1626)      |  |  |  |  |  |  |  |  |  |  |  |  |  |  |  |
|  |                                                           |  |  |  |  |  |  |  |  |  |  |  |  |  |  |  |
|  |                                                           |  |  |  |  |  |  |  |  |  |  |  |  |  |  |  |
|  | 13. Madeleine de Lippe (1552-1587)                        |  |  |  |  |  |  |  |  |  |  |  |  |  |  |  |
|  |                                                           |  |  |  |  |  |  |  |  |  |  |  |  |  |  |  |
|  |                                                           |  |  |  |  |  |  |  |  |  |  |  |  |  |  |  |
|  | 3. Julienne de Hesse-Darmstadt (1606-1659)                |  |  |  |  |  |  |  |  |  |  |  |  |  |  |  |
|  |                                                           |  |  |  |  |  |  |  |  |  |  |  |  |  |  |  |
|  |                                                           |  |  |  |  |  |  |  |  |  |  |  |  |  |  |  |
|  | 14. Jean II, électeur de Brandebourg (1525-1598)          |  |  |  |  |  |  |  |  |  |  |  |  |  |  |  |
|  |                                                           |  |  |  |  |  |  |  |  |  |  |  |  |  |  |  |
|  |                                                           |  |  |  |  |  |  |  |  |  |  |  |  |  |  |  |
|  | 7. Madeleine de Brandebourg (1582-1616)                   |  |  |  |  |  |  |  |  |  |  |  |  |  |  |  |
|  |                                                           |  |  |  |  |  |  |  |  |  |  |  |  |  |  |  |
|  |                                                           |  |  |  |  |  |  |  |  |  |  |  |  |  |  |  |
|  | 15. Élisabeth d'Anhalt-Zerbst (1563-1607)                 |  |  |  |  |  |  |  |  |  |  |  |  |  |  |  |
|  |                                                           |  |  |  |  |  |  |  |  |  |  |  |  |  |  |  |
|  |                                                           |  |  |  |  |  |  |  |  |  |  |  |  |  |  |  |